# Bert Grabsch
Bert Grabsch (Lutherstadt Wittenberg, 1975. június 19. –) német kerékpárversenyző. Az országútikerékpár-világbajnokság férfi időfutamának 2008-as győztese. Két olimpián vett részt (2008, 2012)
Bátyja a szintén kerékpáros Ralf Grabsch.